# Saint-Joseph (Martinica)
Saint-Joseph è un comune francese di 17.048 abitanti situato nel dipartimento d'oltre mare della Martinica.